# Навата, Гаку
Гаку Навата (яп. 名和田我空 Навата Гаку, родился 29 июля 2006) — японский футболист, нападающий клуба «Гамба Осака».

## Клубная карьера
Воспитанник футбольной школы «Камимура Гакуэн».

## Карьера в сборной
В 2023 году выступал за сборную Японии до 17 лет. Летом 2023 года помог японцам выиграть чемпионат Азии до 17 лет. На турнире забил два гола в матче против Индии 23 июня, забил гол против Австралии 26 июня и ещё два гола в матче против Южной Кореи 2 июля. Стал лучшим бомбардиром турнира, а также был признан лучшим игроком турнира.

## Достижения
Сборная Японии (до 17 лет)
- Чемпион Азии до 17 лет: 2023

Личные достижения 
- Лучший бомбардир чемпионата Азии до 17 лет: 2023 (5 голов)
- Лучший игрок чемпионата Азии до 17 лет: 2023